# Theodore Sturgeon Award
Theodore Sturgeon Award – nagroda literacka. Została ustanowiona przez żonę pisarza Theodore’a Sturgeona – Jayne Sturgeon i dyrektora Centrum Badań Fantastyki Naukowej przy Uniwersytecie Stanowym w Kansas – Jamesa Gunna w 1987. Owa nagroda jest rokrocznie przyznawana najlepszemu opowiadaniu science fiction (nie dłuższemu niż 17.500 słów i opublikowanemu po angielsku w poprzednim roku).
Od 1995 nominowanych wybiera liczna grupa recenzentów i redaktorów z różnych pism (np. „Tangents”), a także autorytety krótkiej formy. Później drugiej selekcji dokonuje syn pisarza Robin Sturgeon. Wybiera on ok. 10-12 najlepszych opowiadań, z których jury (2024 w składzie: Elizabeth Bear, Kelly Link, Sarah Pinsker, Noel Sturgeon i Taryne Taylor) wybiera laureata. Ogłoszenie wyników następuje podczas czerwcowej ceremonii wręczenia nagród im. Johna Campbella Jr.

## Laureaci
- 2024 – R.S.A. Garcia – Cioteczka Merle i Pastuch 4200 (Tantie Merle and the Farmhand 4200)
- 2023 – Samantha Mills – Rabbit Test
- 2022 – Nalo Hopkinson(inne języki) – Broad Dutty Water: A Sunken Story
- 2021 – Rebecca Campbell(inne języki) – An Important Failure
- 2020 – Suzanne Palmer(inne języki) – Waterlines
- 2019 – Annalee Newitz(inne języki) – When Robot and Crow Saved East St. Louis
- 2018 – Charlie Jane Anders – Don't Press Charges and I Won't Sue
- 2017 – Catherynne M. Valente – The Future is Blue
- 2016 – Kelly Link – The Game of Smash and Recovery
- 2015 – Cory Doctorow – The Man Who Sold the Moon
- 2014 – Sarah Pinsker – In Joy, Knowing the Abyss Behind
- 2013 – Molly Gloss(inne języki) – The Grinnell Method
- 2012 – Paul McAuley – The Choice
- 2011 – Geoffrey A. Landis(inne języki) – The Sultan of the Clouds
- 2010 – James Morrow – Shambling Towards Hiroshima
- 2009 – James Alan Gardner – Broń promieniowa – love story (The Ray Gun: A Love Story)
- 2008 – Elizabeth Bear(inne języki) – Tideline oraz

David R. Moles – Finisterra
- 2007 – Robert Charles Wilson – The Cartesian Theater
- 2006 – Paolo Bacigalupi – Kaloryk (The Calorie Man)
- 2005 – Bradley Denton – Sierżant Chip (Sergeant Chip)
- 2004 – Kage Baker(inne języki) – The Empress of Mars
- 2003 – Lucius Shepard(inne języki) – Over Yonder
- 2002 – Andy Duncan(inne języki) – The Chief Designer
- 2001 – Ian McDonald – Tendeleo's Story
- 2000 – David Marusek – The Wedding Album
- 1999 – Ted Chiang – Historia twojego życia (Story of Your Life)
- 1998 – Michael Flynn(inne języki) – House of Dreams
- 1997 – Nancy Kress – Kwiaty więzienia Aulit (The Flowers of Aulit Prison)
- 1996 – John G. McDaid(inne języki) – Jigoku no Mokushiroku
- 1995 – Ursula K. Le Guin – Dzień przebaczenia (Forgiveness Day)
- 1994 – Kij Johnson – Fox Magic
- 1993 – Dan Simmons – This Year’s Class Picture
- 1992 – John Kessel(inne języki) – Buffalo
- 1991 – Terry Bisson – Niedźwiedzie odkrywają ogień (Bears Discover Fire)
- 1990 – Michael Swanwick – The Edge of the World
- 1989 – George Alec Effinger – Kociątko Schrodingera (Schrodinger's Kitten)
- 1988 – Pat Murphy – Zakochana Rachela (Rachel in Love)
- 1987 – Judith Moffett(inne języki) – Surviving